# Nicole Wessels
Nicole Wessels (13 april 1976) is een Nederlands softballer.
Wessels komt uit voor de Terrasvogels en speelt tweede honkvrouw. Ze slaat en gooit rechtshandig. In 1992 kwam ze tevens uit voor het Nederlands damessoftbalteam.